# Финское танго
Финское танго — жанр танцевальной вокальной музыки и соответствующий социальный парный танец, развившийся на финской почве из европейских версий аргентинского танго в 1940-е годы и сохраняющий популярность до настоящего времени. Финское танго — один из национальных символов Финляндии, часть ее нематериального культурного наследия. Это один из самых популярных эстрадных жанров, композиции танго исполняются как на концертах, так и вживую на танцевальных площадках в летнее время, часто звучат по национальному радио и телевидению.

## История
Финское танго как музыкальный стиль появилось в Финляндии в середине 1940-х годов. Наибольшую популярность финское танго приобрело в 1950—1960-е, после появления на свет музыкальной композиции Унто Мононена «Сказочная страна» (фин. Satumaa), которая стала известна в исполнении Рейо Тайпале. 

## Популярные исполнители
Наиболее известные исполнители финского танго — Олави Вирта, Рейо Тайпале, Эйно Грён, Эско Рахконен, Вейкко Туоми, Тайсто Тамми, Райнер Фриман и другие. Также к этому стилю обращались Тапио Раутаваара, Хенри Тиль, Георг Отс, женские вокальные ансамбли Metro-tytöt и Harmony Sisters.

## Музыкальные особенности
В музыкальном отношении финское танго — это европеизированный вариант аргентинского танго с чётким ритмом, ясной мелодией и вокальной партией, для него нехарактерны синкопы, контрапункты, однако нередко во время припева ритм меняется и приближается к ритму румбы или бегина.  Традиционно финское танго исполняется ансамблем, состоящим из аккордеона, ритм-группы (бас-гитары и барабанов), гитары. Финское танго почти не бывает чисто инструментальным и допускает использование широкого круга инструментов (духовых, синтезаторов, электрогитар). Современное финское танго обладает характерным эстрадным звучанием.

## Финское танго как танец
Финское танго представляет собой зрелищный динамичный парный танец, значительно отличающийся от аргентинского и бального танго. Обычно танцуется в близком контакте, у партнеров соприкасаются ноги, таз и верхняя часть тела. Синхронные движения всего корпуса и ног придают финскому танго особый характер. Базовая танцевальная структура напоминает медленный фокстрот: шаги вперед всегда исполняются с пятки на носок, последовательность шагов — медленный-медленный-быстрый-быстрый. Она может перемежаться трехшажными последовательностями (быстрый-быстрый-медленный или медленный-быстрый-быстрый) в момент смены музыки на бегин или хабанеру, что нередко встречается в музыкальных композициях финского танго. Для этого танца характерны длинные шаги, динамичные повороты и вращения, зависания с волнообразными движениями верхней части корпуса, нависание ведущего партнера над ведомым во время пауз. Фигуры с закидыванием ног, прыжками и воздушными элементами отсутствуют, в целом ноги танцующих находятся в тесном контакте с полом. Движение корпуса горизонтально, но небольшое вертикальное изменение линии танца возможно, подъемы и приседания во время исполнения фигур допустимы. Опорная нога партнеров полусогнута, положение тела слегка занижено.

## Старое танго
Старое финское танго (фин. Wanha tango) — вариант  танго, возникший в провинциальной и сельской Финляндии в первой половине XX века. Мода на танго в 1910-е годы породила в Финляндии общенациональный интерес к этому танцу, но обучение в танцшколах под руководством преподавателей было возможно только в крупных городах — Хельсинки, Тампере, Турку. Вся остальная Финляндия осваивала новый танец стихийно, просто наблюдая за танцующими горожанами из столиц и танцами на киноэкранах, что привело к появлению оригинального танцевального идиома. Важную роль в становлении нового танца, танцевального костюма сыграли цыганские общины Финляндии. Во время Зимней войны и «войны-продолжения» танцевальные вечера были под негласным запретом, а в послевоенное время возник новый стиль танца, позднее названный «финским танго», а старое провинциальное танго стало забываться. Ключевую роль в восстановлении танца сыграл преподаватель танцев Юхани Тахванайнен (Juhani Tahvanainen), который в начале 2000-х годов обнаружил у своих учеников, пожилых пар из финских шведов, особые шаги и фигуры, которые те определяли как принадлежащие танго. Кропотливая работа по поиску следов старой танцевальной культуры у ее пожилых носителей, сбор устных сведений и воспоминаний свидетелей и участников танцевальных вечеров 1920-1930-х, а также просмотр довоенного финского художественного и документального кинематографа, позволили Ю. Тахванайнену реконструировать танец, которому он дал имя «старое танго». Сегодня старое танго широко известно во всей Финляндии и отчасти в Швеции, Германии и Швейцарии, этот танец исполняется на танцплощадках, преподается в танцшколах и на танцевальных курсах, с 2010 года в Тампере проводится общенациональный конкурс по старому танго.

## Ярмарка танго
Ярмарка танго (фин. Tangomarkkinat) — старейший ежегодный фестиваль исполнителей танго, который  с 1985 года проводится в июле под открытым небом в городе Сейняйоки. В рамках фестиваля определяются победители в категориях «Лучший певец или певица» (король или королева танго года), «Лучшая композиция танго»,  «Лучшая танцевальная пара». 